# Labyrint: Zkoušky ohněm
Labyrint: Zkoušky ohněm (v anglickém originále The Maze Runner: The Scorch Trials) je americký akční thriller, který pro studio 20th Century Fox natočil režisér Wes Ball. Snímek navazuje na předchozí Labyrint: Útěk (The Maze Runner, 2014) a shodně s ním je filmovou adaptací jedné z knih Jamese Dashnera. Předloha, v anglickém originále nazvaná The Scorch Trials, vyšla poprvé roku 2010 (česky pod názvem Spáleniště: Zkouška v prosinci 2014). Do českých kin byl uveden 17. září 2015 společností CinemArt.

## Postavy a obsazení
| Dylan O'Brien          | Thomas           |
| Aidan Gillen           | Janson „Rat-Man“ |
| Rosa Salazarová        | Brenda           |
| Thomas Brodie-Sangster | Newt             |
| Kaya Scodelariová      | Teresa           |
| Ki Hong Lee            | Minho            |
| Patricia Clarksonová   | Ava Paige        |
| Jacob Lofland          | Aris Jones       |
| Giancarlo Esposito     | Jorge            |
| Nathalie Emmanuelová   | Harriet          |
| Lili Taylorová         | Mary Cooperová   |
| Barry Pepper           | Vince            |
| Katherine McNamara     | Sonya            |
| Dexter Darden          |                  |
| Jenny Gabrielle        | „Ponytail“       |

## Produkce
Labyrint: Útěk byl natáčen v létě 2013 s plánovaným uvedením od února 2014, premiéra však byla odložena na září téhož roku. Mezitím už tvůrci mluvili o přípravě jeho pokračování podle další knihy z Dashnerovy série. Příprava scénáře byla ohlašována už od října 2013. Na červencovém Comic-Conu 2014 představil režisér první vizi grafického konceptu a vyslovil přání film natočit. Současně s uvedením Labyrintu: Útěk do kin v září 2014 oznámila společnost Fox zamýšlený termín premiéry druhého dílu 18. září 2015.
Společnost také stvrdila účast režiséra Wese Balla i představitele ústřední role Dylana O'Briena, ačkoli ten se dříve (v březnu 2014) nechal slyšet, že už se v něm nejspíš neobjeví. Mezi dalšími potvrzenými herci z prvního dílu byli Kaya Scodelariová, Thomas Brodie-Sangster, Ki Hong Lee nebo Patricia Clarksonová.
Pro hlavní zápornou postavu Jansona zvaného „Rat-Man“ ohlásilo studio irského herce Aidana Gillena, známého v té době z fantasy seriálu televize HBO Hra o trůny. Sám režisér Wes Ball Gillena označil za svou „první volbu“. Dále byla koncem září 2014 oznámena Rosa Salazarová pro hlavní dívčí roli Brendy. Dalšími ohlášenými nováčky se stali Jacob Lofland pro roli Arise Jonese, Giancarlo Esposito pro vůdce skupiny přeživších („Cranks“) jménem Jorge, Nathalie Emmanuelová pro úlohu Harriet, vůdkyně skupiny dívek, které unikly z jiného labyrintu, Lili Taylorová pro lékařku Mary Cooperovou, Barry Pepper pro Vinceho, přeživšího vojáka z jednotky „Right Arm“ Katherine McNamara pro Sonyu či Dexter Darden.
Režisér Ball v rozhovoru pro Empire uvedl, že by nemělo jít o klasickou adaptaci druhého dílu knižní trilogie, nýbrž že byly do scénáře zahrnuty některé prvky z první knihy a některé prvky z druhé knihy zas byly ponechány až pro třetí film.
Předporukce probíhala již před uvedením prvního dílu do kin v Novém Mexiku, se v té době stavěly kulisy a dopisoval scénář. Začátek tamního natáčení byl ohlášen na konec října 2014. Ještě 8. listopadu probíhal v Rio Rancho otevřený casting pro obsazení zbylých nemluvících rolí. Samotné natáčení pak mělo probíhat v okolí Albuquerque během listopadu i následujících měsíců až do ledna 2015. Filmový úřad státu Nové Mexiko odhadoval, že by produkce měla poskytnout 250 pracovních míst ve filmovém štábu, 18 hereckých míst a využít až 1800 lidí v zázemí.
Ke kompozici hudebního doprovodu byl opět přizván autor soundtracku k prvnímu dílu série, John Paesano.

## Marketing
Prvních několik snímků z filmu, pořízených Richardem Foremanem mladším, bylo zveřejněno už během postprodukční fáze, 10. března 2015.
Dne 19. května společnost Fox zveřejnila oficiální trailer.

## Ocenění
- 2016 – MTV Movie Awards: Dylan O'Brien jako Nejlepší herec v akčním či dobrodružném filmu (Choice Movie Actor: Action/Adventure), Dylan O'Brien a Thomas Brodie-Sangster za Nejlepší filmovou chemii (Choice Movie Chemistry). Nominován byl i samotný film v kategorii Nejlepší akční či dobrodružný film (Choice Movie: Action/Adventure) a Kaya Scodelario jako Nejlepší herečka v akčním či dobrodružném filmu (Choice Movie Actress: Action/Adventure).[26][27]

## Další pokračování
Již před natáčením filmu a v jeho průběhu se hovořilo také o filmové adaptaci třetího dílu Dashnerovy knižní série, The Death Cure. Režisér Wes Ball uvedl, že pokud bude rozhodnutí na něm, nehodlá následovat trend rozdělování závěrečných dílů na dvě části, jak tomu bylo např. u Harryho Pottera nebo Stmívání, a chtěl by udržet trojdílnost filmové série. Počátkem března média uvedla, že byl sepsáním scénáře k třetímu dílu opět pověřen T. S. Nowlin. V dubnu bylo ohlášeno plánované datum premiéry, a to na 17. ledna 2017.